# M0
M0 är en motortrafikled i Ungern och är en stor ringled som ska gå runt Budapest. Denna ringled är ännu inte helt färdig utan är under byggnad. För närvarande är ca tre fjärdedelar färdiga. I den västra delen ansluter den till motorvägen M1 och ansluter sedan med bland annat M5 och M7. Den har sitt slut för närvarande i den nordvästra delen. När denna ringled är färdig kommer den att påminna om Londons stora ringled M25 och redan nu har den motsvarande funktion.

## Trafikplatser
|             | Km                         | Skyltning                                     |
| ----------- | -------------------------- | --------------------------------------------- |
| Trafikplats | 0                          | Budapest / Győr (A) (SK)                      |
| Trafikplats | 2                          | Törökbálint, Bevásárló központ                |
| Bro         |                            | Dulácska-völgyhíd (180 m)                     |
| Trafikplats | 4                          | Budapest / Nagykanizsa, Balaton (HR) (SLO)    |
| Rastplats   | 6                          | Anna-hegyi pihenőhely                         |
| Trafikplats | 10                         | Budatétény / Diósd                            |
| Trafikplats | 11-12                      | Dunaújváros, Pécs (HR)                        |
| Trafikplats | Nagytétény / Budatétény    |                                               |
| Bro         |                            | Nagytétényi út (235 m)                        |
| Trafikplats | 14                         | Érd / Budapest-Budafok                        |
| Bro         | 15                         | Deák Ferenc híd (över Donau, 770 m)           |
| Trafikplats | 16                         | Halásztelek                                   |
| Rastplats   | 19                         | Csepeli pihenőhely                            |
| Trafikplats | Csepel / Szigetszentmiklós |                                               |
| Bro         | 22                         | Ráckevei Dunaág híd (499 m)                   |
| Trafikplats | 24                         | BILK Logisztikai Központ / Baja, Dunaharaszti |
| Trafikplats | Budapest-Centrum           |                                               |
| Trafikplats | 26                         | Dabas / Soroksár                              |
| Trafikplats | 31                         | Belgrad (SRB), Szeged                         |
| Trafikplats | 37                         | Gyál                                          |
| Rastplats   | 38                         | Alacskai pihenőhely                           |
| Trafikplats | 42                         | Budapest, Liszt Ferenc 2 / Monor, Szolnok     |
| Trafikplats | 45                         | Ecser                                         |
| Trafikplats | 48                         | Jászberény, Maglód / Rákoskeresztúr           |
| Trafikplats | 52                         | Rákoscsaba / Pécel                            |
| Bro         | 53                         | Rákos-patak (340 m)                           |
| Trafikplats | 54-55                      | Nyíregyháza (UA), Gödöllő                     |
| Trafikplats | Nagytarcsa / Rákosliget    |                                               |
| Trafikplats | 58                         | Cinkota                                       |
| Trafikplats | 60                         | Kistarcsa                                     |
| Trafikplats | 65                         | Csömör / Rákosszentmihály, Újpalota           |
| Trafikplats | 69-70                      | Nyíregyháza / Budapest-Centrum                |
| Trafikplats | Fót / Rákospalota          |                                               |
| Trafikplats | 71                         | Hont, Vác, Dunakeszi-kelet (SK)               |
| Trafikplats | 73                         | Dunakeszi-dél / Káposztásmegyer               |
| Trafikplats | 75                         | Dunakeszi / Újpest                            |
| Bro         | 75-76                      | Megyeri híd (över Donau, 1852 m)              |

## Galleri

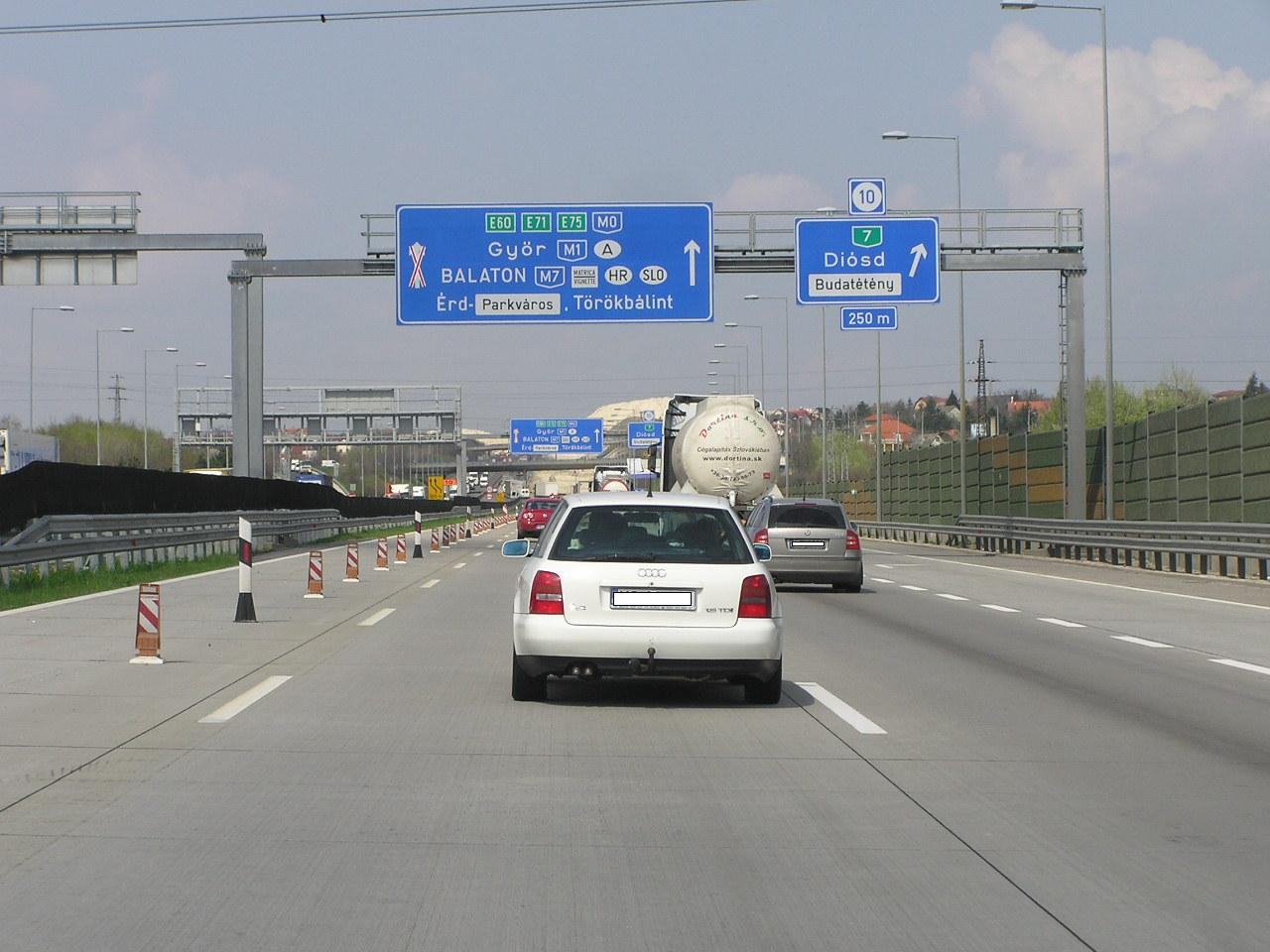
M0 vid Diósd.
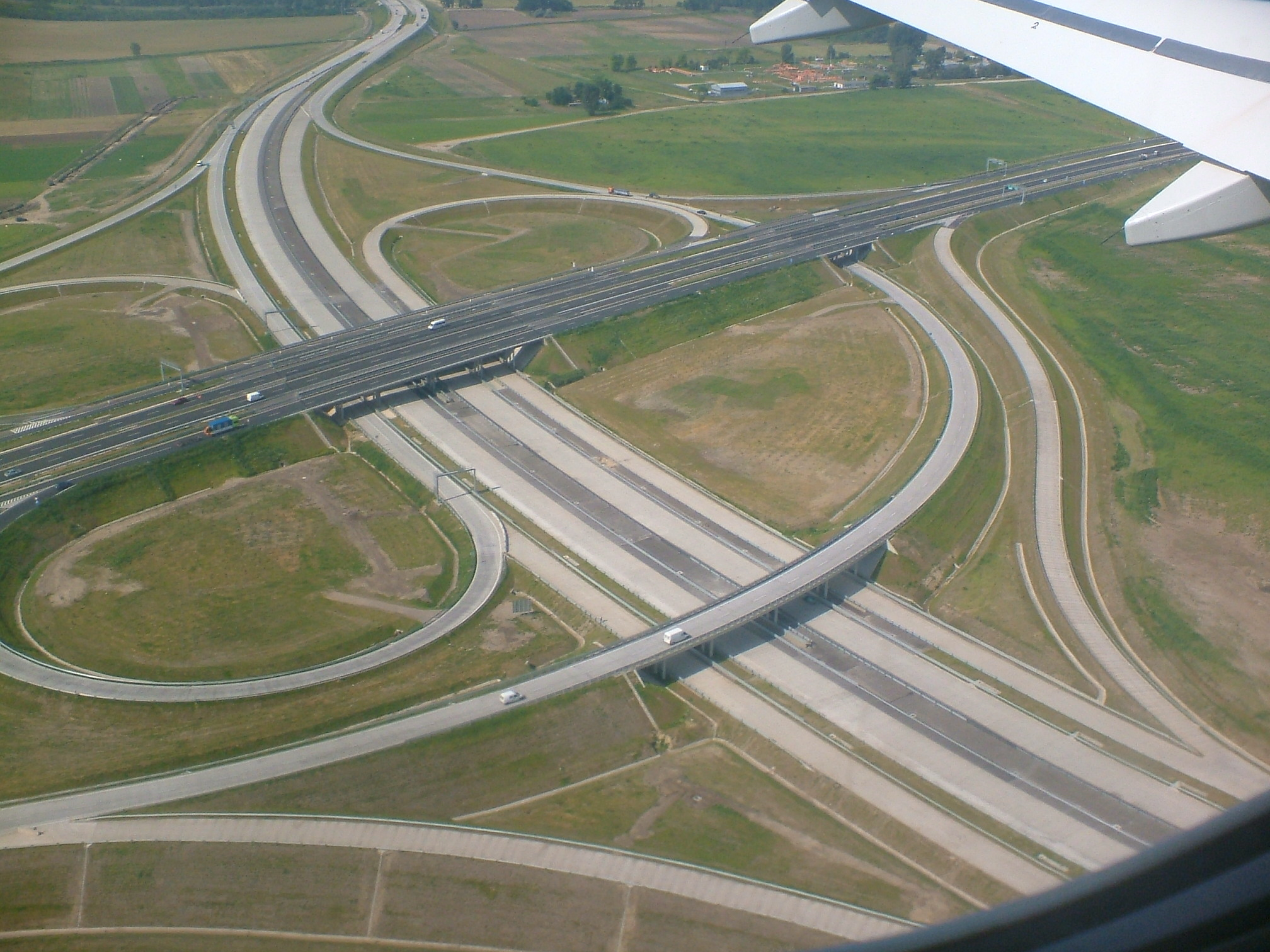
Korsning mellan M0 och M4.
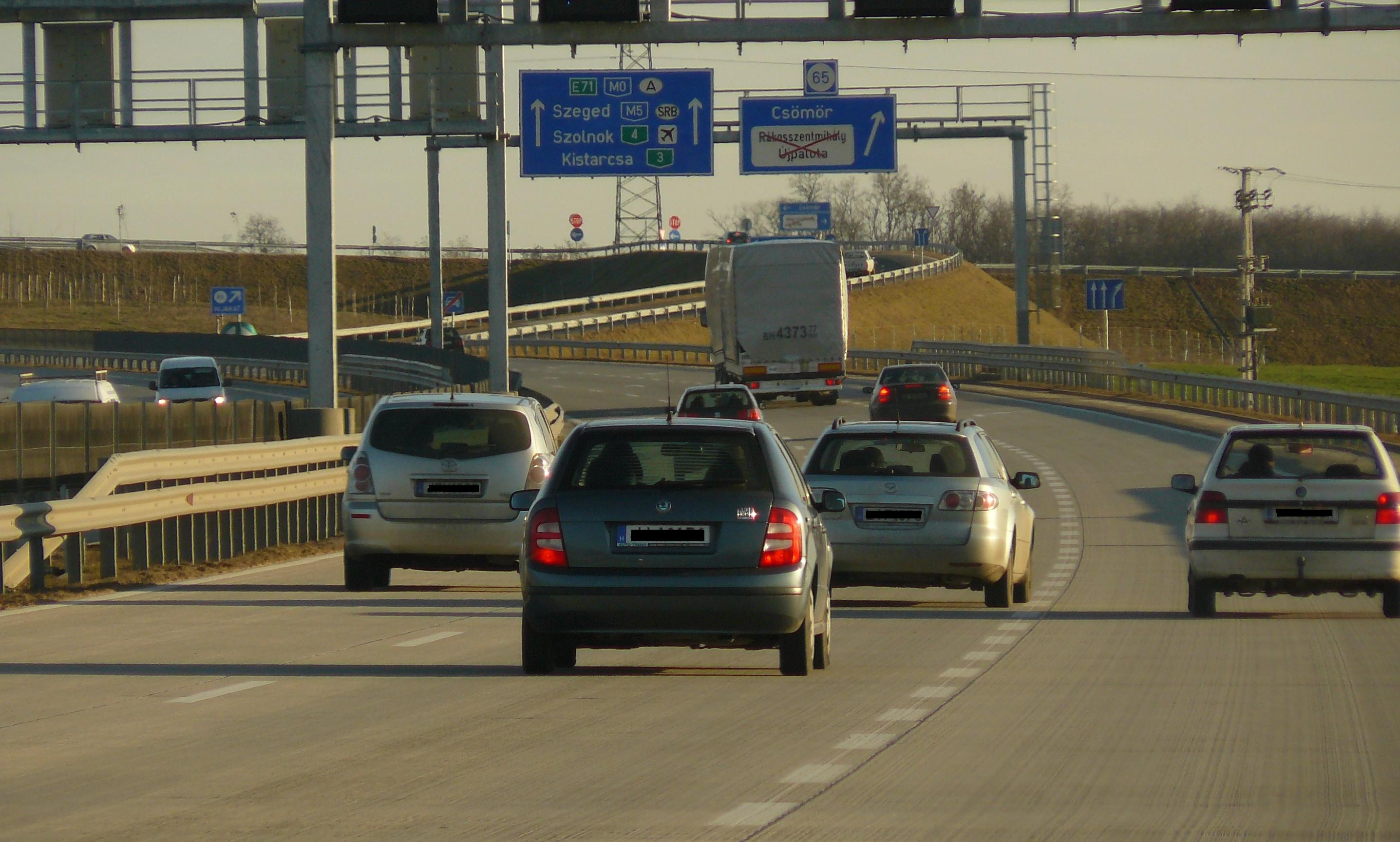
Den östra delen av M0.
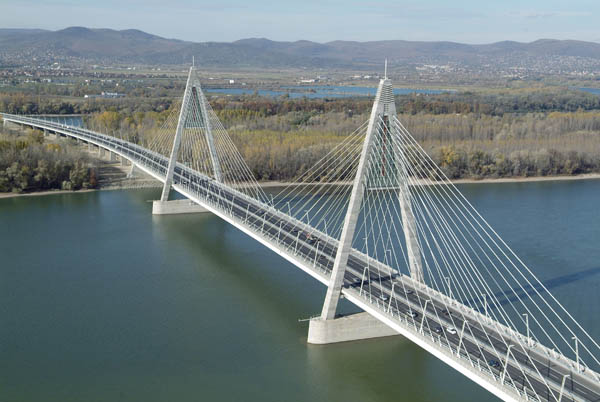
Megyeribro.